# National Route 18
Die National Route 18 (kurz N18)  ist eine südafrikanische Nationalstraße, die in Warrenton beginnt und bis nach Ramatlabama an der Grenze zwischen Südafrika und Botswana verläuft. Die N18 wird in Südafrika mitunter noch als R49 geführt, die frühere Bezeichnung für den größten Teil dieser Nationalstraße.

## Streckenverlauf
Die N18 führt vom Zentrum in Warrenton in Richtung Norden, wo die aus südlicher Richtung heranführende N12 in nordöstliche Richtung abbiegt. Im weiteren Verlauf der N18 begleitet sie eine parallel trassierte Eisenbahnstrecke, die mehr oder weniger nah dieser Nationalstraße folgt und in derselben Ortschaft wie diese die Staatsgrenze nach Botswana überschreitet.
Auf den ersten Abschnitten nach Warrenton führt die N18 nur an kleineren Ortschaften wie Jan Kempdorp, Hartswater, Pudimoe, De Beers und Tierkloof vorbei und überschreitet dabei die Provinzgrenze zwischen Northern Cape und North West. Kurz nach dem Township Huhudi erreicht sie Vryburg. Hier kreuzt die N14. Nun nach Nordosten gerichtet verbindet die N18 kleinere Siedlungen, wie Devonlea, Stella, Setlagole, bevor sie die Stadt Mahikeng (Mafikeng) erreicht. Auf diesem Abschnitt münden nur wenige Regionalstraßen ein.
In Mahikeng zweigen die Regionalstraßen R27 und R503 in östliche Richtung ab, wogegen eine weitere Regionalstraße sich westwärts wendet, der Grenze zwischen Südafrika und Botswana folgend und dabei eine Verbindung zum nahen Grenzübergang bei Makgobistad und noch entfernteren regionalen Grenzübergängen schafft.
Von Mahikeng aus in nördlicher Richtung passiert die N18 den Ort Mmabatho und erreicht in Ramatlabama den Grenzübergang nach Botswana. Von diesem Punkt führt die botswanische Fernstraße A1 weiter nach Lobatse und Gaborone.

## Streckenausbau
In allen Abschnitten ist die Fahrbahn einspurig mit Asphaltdecke ausgebaut, auf einigen Kilometern nach Warrenton mit befestigtem Randstreifen, sonst mit geschotterten Randbereichen. Bisher gibt es auf der N18 keine Mautstrecken.